# Liparis hostifolia
Liparis hostifolia là một loài thực vật có hoa trong họ Lan. Loài này được (Koidz.) Koidz. ex Nakai mô tả khoa học đầu tiên năm 1928.